# جيهان توبالوغلو
جيهان توبالوغلو (بالتركية: Cihan Topaloğlu)‏ هو لاعب كرة قدم تركي في مركز حراسة المرمى، ولد في 30 مارس 1992 في إزمير في تركيا. لعب مع Bucaspor 1928 ‏.

## وصلات خارجية
- جيهان توبالوغلو على موقع اتحاد تركيا (لاعب) (الإنجليزية)
- جيهان توبالوغلو على موقع قاعدة بيانات كرة القدم.إي يو (الإنجليزية)
- جيهان توبالوغلو على موقع Soccerway.com (الإنجليزية)
- جيهان توبالوغلو على موقع عالم كرة القدم.نت (الإنجليزية)